# Mamamoo
Le Mamamoo (마마무?, MamamuLR) sono un gruppo musicale sudcoreano formatosi a Seul nel 2014. Il gruppo è composto da quattro membri, Solar, Moonbyul, Wheein e Hwasa. Il gruppo è nato sotto la direzione della Rainbow Bridge World, esordendo il 19 giugno 2014 con la canzone Mr. Ambiguous, che gli ha valso numerosi riconoscimenti. Il loro esordio è stato considerato uno dei migliori di quell'anno.

## Storia

### Prima del debutto
Prima del loro esordio ufficiale, le Mamamoo hanno collaborato con diversi artisti. La loro prima collaborazione, Don’t Be Happy, fu con Bumkey e fu pubblicata l'8 gennaio 2014. Una seconda collaborazione con K.Will feat. Wheesung intitolata Peppermint Chocolate uscì l'11 febbraio 2014 e si classificò undicesima nella Gaon Digital Chart nella prima settimana. Il 30 maggio fu la volta di una terza collaborazione con il duo rap Geeks intitolata HeeHeeHaHeHo.

### 2014-2015: L'esordio e i primi successi

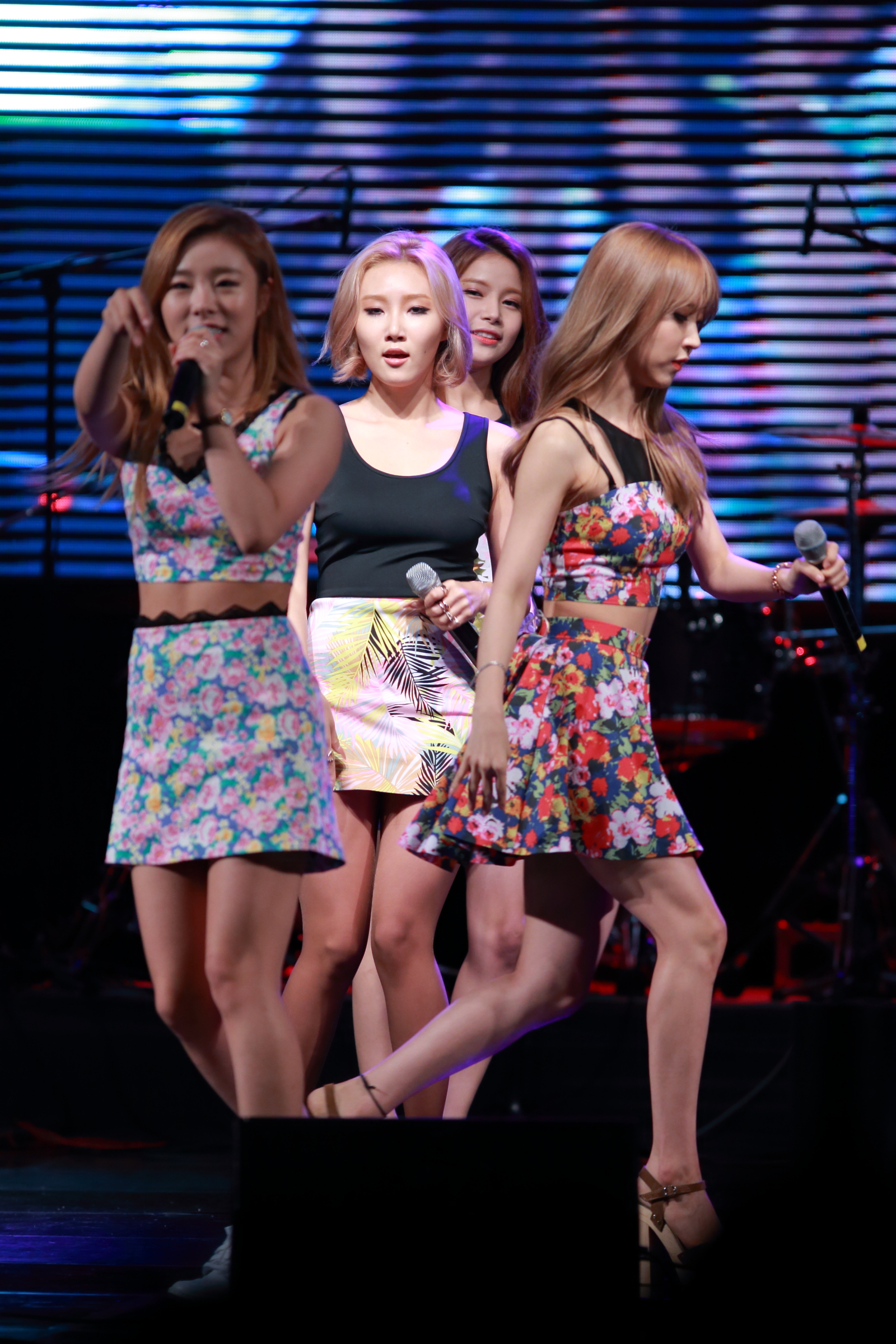
Le Mamamoo durante un evento ad agosto 2015.

Il gruppo esordì ufficialmente il 19 giugno 2014 con il singolo Mr. Ambiguous dal primo EP Hello. Il video musicale vedeva cameo di molti noti personaggi del settore come Jonghyun dei CNBLUE, Baek Ji-young, Wheesung, Jung Joon-young, Bumkey, K.Will e Rhymer della Brand New Music. L'album contiene le tre collaborazioni precedentemente uscite e quattro nuove canzoni. Il 5 luglio, il gruppo tenne un concerto guerilla alla Hongik University a Hongdae, Seul. Lo stesso mese pubblicò il brano "Love Lane" per la colonna sonora del drama coreano Yeon-ae malgo gyeolhon.
Il 21 novembre le Mamamoo pubblicarono il secondo mini-album, Piano Man, trainato dalla canzone omonima, che raggiunse la posizione 41 nella Gaon Digital Chart. A fine anno si classificarono al decimo posto tra i gruppi femminili per le vendite digitali, al diciannovesimo nelle vendite dell'album e all'undicesimo nelle vendite complessive secondo la classifica di fine anno di Gaon. Il 10 gennaio 2015, le Mamamoo hanno eseguito una versione di Wait a Minute di Joo Hyun-mi allo spettacolo canoro Immortal Songs 2, raggiungendo la finale prima di perdere contro Kim Kyung-ho.
Il 2 aprile 2015, le Mamamoo pubblicano Ahh Oop!, il loro primo singolo del mini album intitolato Pink Funky. Ahh Oop! segna la loro seconda collaborazione con la cantante Esna, la precedente collaborazione fu con Gentleman nel loro secondo mini-album Piano Man. Il 13 giugno il gruppo si esibisce a Ulan Bator, in Mongolia, un evento sponsorizzato dall'ambasciata sudcoreana con Crayon Pop e K-Much. L'evento commemorativo era in onore del "25th anniversary of diplomatic ties" tra la Corea del Sud e Mongolia.
Il 19 giugno le Mamamoo pubblicano il loro terzo mini-album Pink Funky e il singolo Um Oh Ah Yeh. La canzone ebbe un successo commerciale, piazzandosi al terzo posto nella classifica Circle Chart. Il 23 agosto, finita la promozione, le Mamamoo organizzano il loro primo fan meeting 1st Moo Party, per un totale di 1 200 fan all'Olympic Park di Seul. I biglietti del fan meeting furono esauriti in meno di un minuto, tanto che il gruppo decise di organizzarne un altro per 1 200 fan la stessa sera. Hanno anche organizzato un altro "Moo Party" a Los Angeles, che ha avuto luogo il 4 ottobre 2015. Le Mamamoo hanno inoltre collaborato con Basick nello show rap coreano Show Me the Money con la canzone Stand Up.
Il 29 agosto, le Mamamoo si esibiscono per la seconda volta a Immortal Song 2 con la canzone Delilah di Jo Young-nam. Il 31 ottobre, Mamamoo si esibiscono a Immortal Song 2, cantano Backwood's Mountain (두메산골) di Bae Ho. Questa performance permette loro di vincere per la prima volta Immortal Song con oltre 404 punti.

### 2016-2017:Melting e Memory

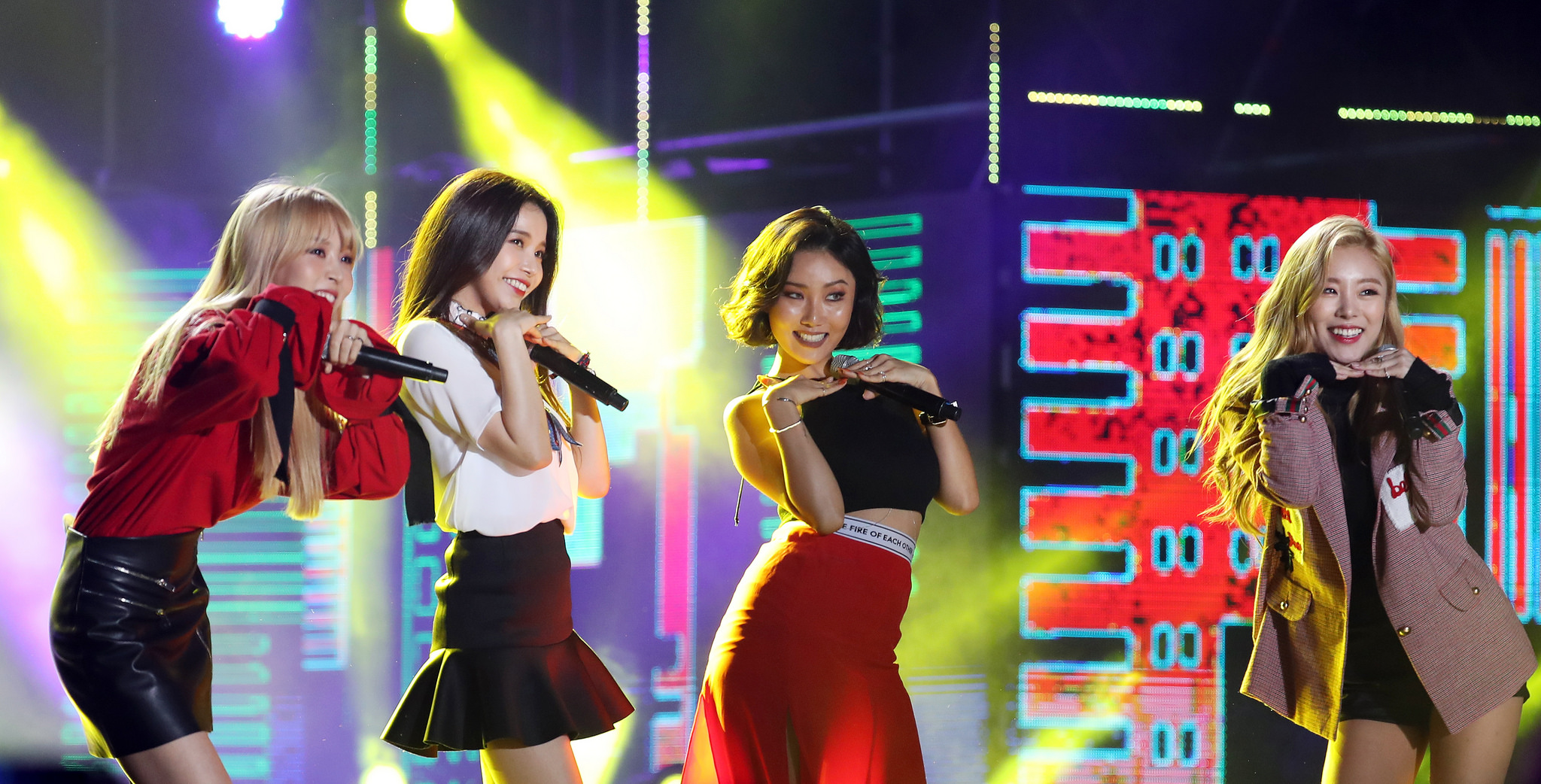
Mamamoo durante un evento a settembre 2016.

Il 10 gennaio 2016, RBW ha annunciato il primo concerto da solista delle Mamamoo dal loro debutto nel 2014. Il concerto, intitolato 2016 Mamamoo Concert-Moosical, si è tenuto il 13 e 14 agosto 2016 presso l'Olympic Hall di Seul. In un minuto sono andati esauriti 7.000 biglietti per il concerto. Il 26 gennaio 2016, le Mamamoo pubblicano la canzone I Miss You, dal loro primo album Melting. A febbraio esce un'altra traccia, 1cm/Taller than You, con un video musicale. L'album viene pubblicato il 26 febbraio, esordendo al terzo posto in Circle Chart. La canzone You're the Best (넌 is 뭔들) esordisce al terzo posto ma la settimana successiva raggiunge il primo posto, diventando la prima canzone del gruppo a raggiungere la vetta delle classifiche.
Il 6 marzo, il gruppo si aggiudica la prima vittoria in uno show musicale per la loro canzone You're the Best a Inkigayo, alla quale seguono altre vittorie a Music Bank, M! Countdown, e altri music show, per un totale di otto trofei vinti. Il 16 marzo, le Mamamoo si esibiscono ad Austin, a South by Southwest's K-Pop Night Out. Tre mesi dopo ritornano negli Stati Uniti per il KCON NY in Newark, New Jersey il 25 giugno. Contemporaneamente girano la settima stagione del reality televisivo "SHOWTIME" con il gruppo GFriend.

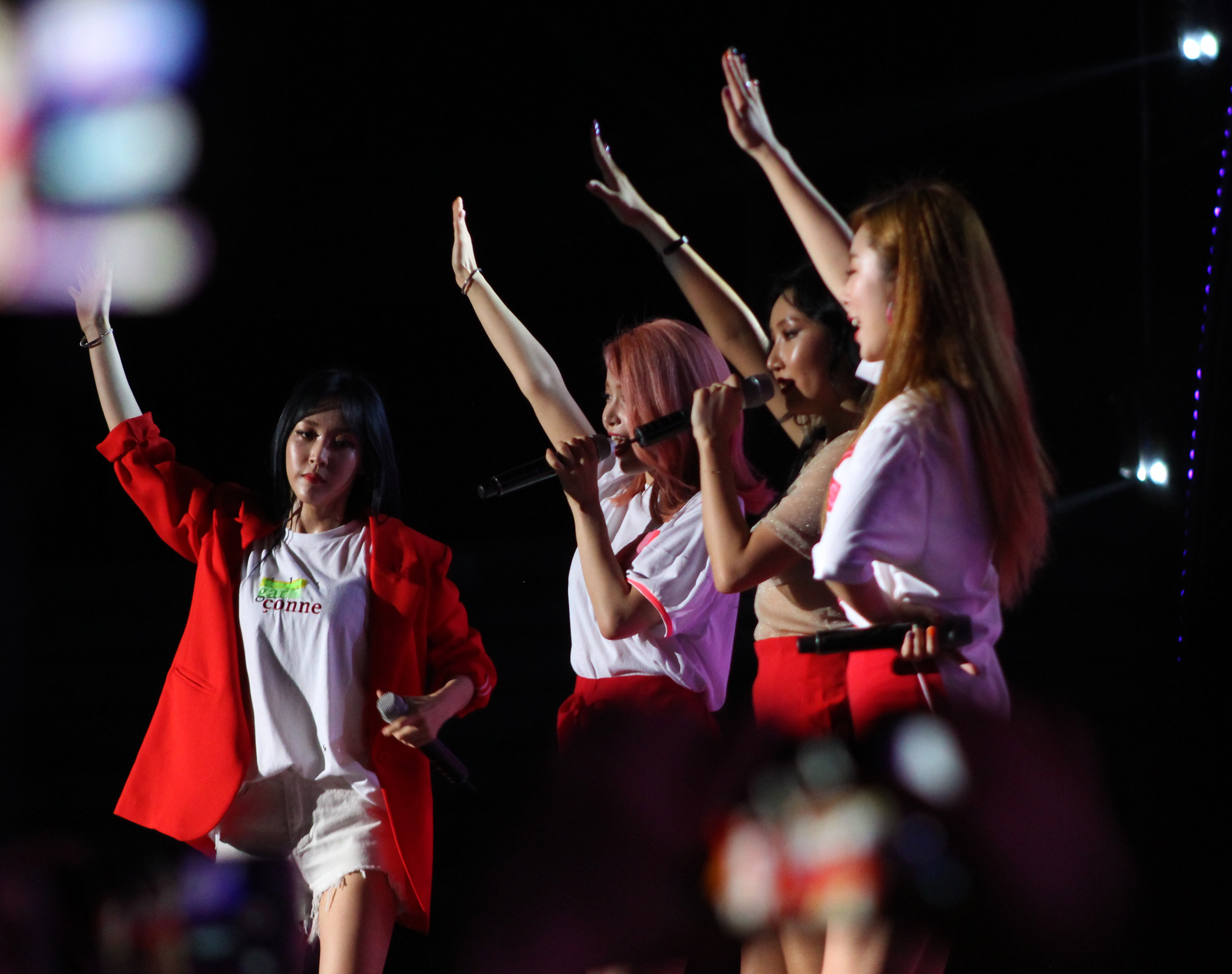
Le Mamamoo durante un concerto nel luglio 2017

Il 13 e 14 agosto all'Olympic Hall di Seul le Mamamoo si esibiscono nel loro primo concerto intitolato “2016 MAMAMOO Concert–The Moosical” con oltre 3.000 fan. Il 31 agosto, le Mamamoo pubblicano due singoli, Angel e Dab Dab, la prima cantata dalle vocalist Solar e Wheein mentre la seconda dalle rapper Moonbyul e Hwasa. Il 21 settembre, il gruppo pubblica il singolo digitale New York e l'annesso video musicale. Dopo la promozione della canzone, le Mamamoo ritornano il 7 novembre pubblicando il loro quarto mini-album Memory. Il singolo principale di Memory fu annunciato come Décalcomanie. Poco dopo il gruppo partecipa a numerosi show di fine anno e pubblica la colonna sonora (LOVE) scritta per la serie tv di successo Sseulsseulhago challanhasin - Dokkaebi.
Il 25 gennaio 2017 aprono le vendite dei biglietti per il secondo concerto delle Mamamoo dal 3 al 4 marzo, chiamato 2017 Mamamoo Concert Moosical: Curtain Call. In meno di un minuto si registrò il sold out, con oltre 10 000 biglietti venduti. Dopo la prima esibizione del loro concerto del marzo 2017 a Seul, le Mamamoo sono state criticate per essersi esibite con il volto dipinto di nero quando, durante il concerto, hanno mostrato un video in cui i membri impersonavano Bruno Mars indossando un trucco più scuro, il che avrebbe dovuto ricreare un frammento del video musicale di Uptown Funk. La clip è stata tagliata dalle date dei concerti successivi e sono state prontamente presentate numerose scuse, tra cui una direttamente dai membri, che affermavano di essere "estremamente ignoranti in materia di blackface e di non aver compreso le implicazioni delle nostre azioni. Ci prenderemo del tempo per capire meglio i nostri fan internazionali per garantire che ciò non accada mai più". Il gruppo annuncia il loro ritorno il 22 giugno 2017, con il quinto mini-album Purple e la canzone title track Yes I Am. La canzone rapidamente arrivò prima nella classifica Melon. Dopo un solo giorno, le Mamamoo stabiliscono un record per i massimi ascolti in 24 ore per un gruppo femminile su Melon. Il 27 giugno 2017, la canzone ha ottenuto le sue prime vittorie in degli show musicali, precisamente su The Show, Show Champion, M Countdown e Show! Music Core. Purple raggiunse anche il primo posto nella classifica Billboard World Albums.

### 2018-2019: ampio riconoscimento, debutto giapponese e attività soliste
Il 4 gennaio 2018, il gruppo pubblica la canzone Paint Me e annuncia l'uscita di 4 mini-album durante l'anno, il progetto di questi mini album si chiama 4 Seasons 4 Colors ("4 colori per 4 stagioni"). L'obiettivo della serie è quello di presentare quattro mini album, ognuno dei quali combina un colore e una caratteristica corrispondente di un membro per ogni stagione. Il gruppo ha dichiarato che con questo progetto desidera dimostrare la propria profondità artistica e presentare uno stile più maturo.

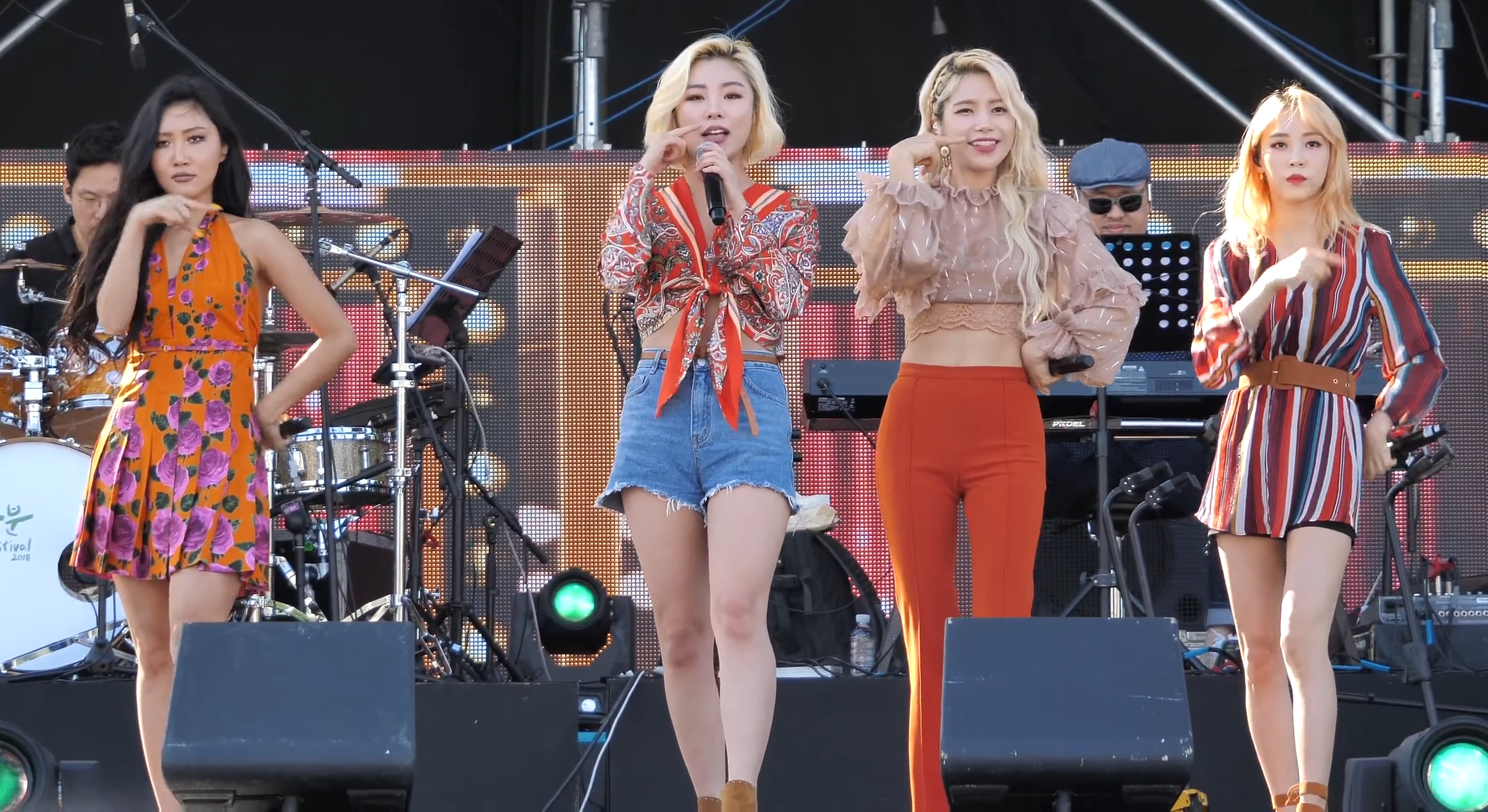
Le Mamamoo all'Holgabun Festival nel maggio 2018

Il 7 marzo esce il sesto mini-album Yellow Flower (questo album ha come colore il giallo, simboleggia la primavera ed è rappresentato dal membro Hwasa) con la canzone Starry Night che diviene un successo commerciale e colleziona 10 trofei tra gli show musicali. L'album raggiunge il primo posto nella classifica Gaon tra gli album più venduti nel 2018. Il 30 marzo, il gruppo pubblica il singolo Everyday per ringraziare i fan del successo della canzone Starry Night.
Il 1º luglio, le Mamamoo hanno pubblicato il singolo Rainy Season come anteprima del loro prossimo album. Rainy Season ha raggiunto il secondo posto nella Gaon Digital Chart, dietro solo a Ddu-Du Ddu-Du delle Blackpink, ed è stata nominata per la migliore performance vocale femminile ai Genie Music Awards del 2018. Il 16 luglio, il gruppo pubblica il loro settimo mini-album, Red Moon (questo album ha come colore il rosso, simboleggia l'estate ed è rappresentato dal membro Moonbyul). Nella prima settimana dalla sua uscita, l'EP ha debuttato al numero quattro di Billboard World Albums con 1 000 copie vendute. L'EP ha raggiunto il terzo posto nella classifica settimanale degli album di Gaon e il gruppo ha ottenuto la sua prima apparizione su Billboard Heatseekers Albums Chart al numero 25. Il 23 luglio, è stato annunciato il debutto del gruppo in Giappone con una versione giapponese della loro hit Décalcomanie. Il 18 e 19 agosto le Mamamoo si esibiscono al loro terzo concerto da soliste ed intitolato 2018 Mamamoo Concert 4 Seasons S/S, si è svolto al SK Olympic Handball Gymnasium contenendo 5 000 posti, due volte più grande rispetto ai precedenti concerti ed ha registrato sold out in meno di due minuti.
Il loro primo singolo giapponese è stato pubblicato il 3 ottobre, sotto l'etichetta giapponese Victor Entertainment. Con il debutto giapponese, il gruppo raggiunge la posizione numero 11 nel grafico settimanale di Oricon. Il 7 novembre, viene comunicato tramite i social la data dell'ottavo mini-album ma con una variante, il periodo di promozione dell'album sarebbe stato ridotto per inserire un concerto di due date a dicembre. I fan del gruppo hanno mostrato disaccordo per questa scelta che avrebbe annullato l'uscita del nono album decidendo di boicottare il concerto e la compagnia.. In data 12 novembre, la compagnia comunica che è costretta a posticipare il concerto. Il 29 novembre il gruppo pubblica il loro terzo mini album del progetto 4 seasons 4 colors dal nome Blue;s, (il colore dell'album è blu, simboleggia l'autunno ed è rappresentato dal membro Solar) la canzone di punta dell'album è Wind Flower e arriva a posizionarsi al settimo posto nella classifica settimanale di Gaon.

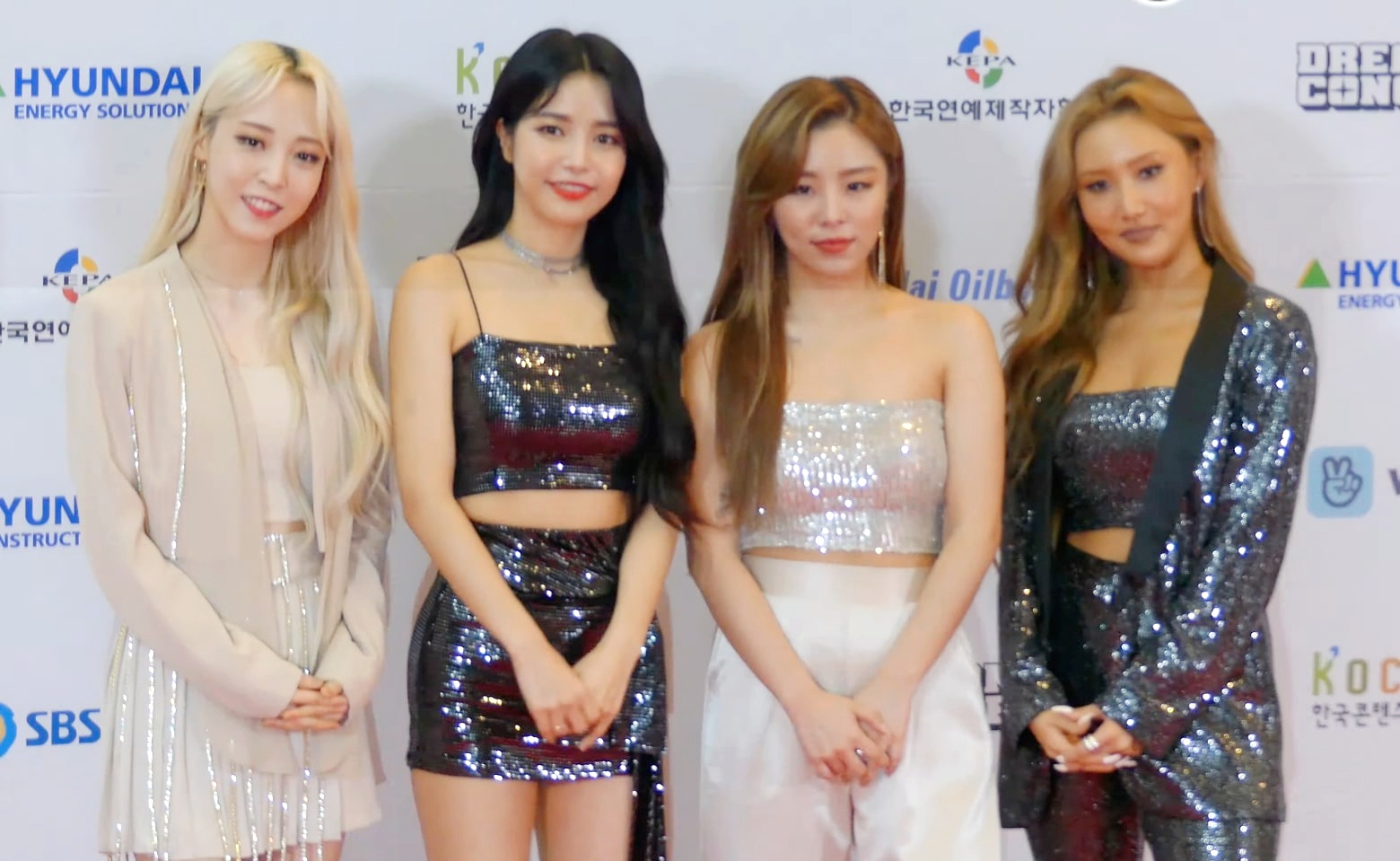
Le Mamamoo al venticinquesimo Dream Concert nel maggio 2019

Il progetto 4 Season 4 Colors si conclude con il quarto mini album White Wind il 14 marzo 2019, segnando la fine dell'era nella carriera del gruppo. Seguendo questa scia di successi, il gruppo organizza il loro quarto concerto dal nome 2019 Mamamoo Concert 4Seasons F/W come gran finale del "Four Seasons Four Colours Project". Il 24 luglio 2019, a sorpresa, le Mamamoo pubblicano una nuova canzone, Gleam, come CF (commercial film) per uno spot pubblicitario della marca di occhiali Davich Eyeglasses. Nell'agosto 2019, è stato annunciato che le Mamamoo si sarebbero unite al reality show Queendom di Mnet come una delle sei squadre. Il programma è una "battaglia di ritorno" tra sei girl group di tendenza per "determinare la vera numero uno" quando tutte e sei pubblicheranno i loro singoli contemporaneamente. Queendom è stato presentato in anteprima il 26 agosto ed è andato in onda per un totale di dieci episodi, concludendosi il 31 ottobre. Durante la finale dello show, il gruppo è stato incoronato vincitore del programma, aggiudicandosi così il premio di uno show completo di ritorno da trasmettere su Mnet. Come parte dello spettacolo, le Mamamoo hanno pubblicato varie canzoni, tra cui una cover del brano Good Luck delle AOA e la loro canzone finale originale Destiny. Tre mesi dopo, il 14 novembre 2019, il gruppo pubblica il loro secondo full album Reality in Black, con la canzone Hip come traccia principale. L'album si posiziona primo nella classifica di Gaon e la canzone Hip raggiunte il quarto posto della classifica di Billboard Digital Chart.  Il 19 febbraio 2020, le Mamamoo pubblicarono la loro terza canzone giapponese, Shampoo, come singolo digitale. La canzone, insieme alla versione giapponese di Hip, è inclusa nell'edizione giapponese di Reality in Black. 

### 2020: continuo delle attività soliste eTravel
Nel gennaio 2020 è stata pubblicata un'intervista per Osen con Kim Do-hoon, CEO e produttore esecutivo dell'etichetta discografica delle Mamamoo, in cui Kim ha descritto nel dettaglio la traiettoria della carriera e delle attività del gruppo nel 2020. Ha riflettuto sui successi della partecipazione delle Mamamoo a Queendom e sul loro secondo album in studio coreano Reality in Black e ha confermato che le componenti avrebbero iniziato a concentrarsi su progetti solisti, con ogni membro che sperava di mostrare le proprie individualità, come avevano precedentemente mostrato nella serie di progetti Four Seasons, Four Colors. Moonbyul è stata il primo membro a pubblicare un progetto solista nel 2020, pubblicando il suo EP di debutto Dark Side of the Moon il 14 febbraio. Dopo il debutto da solista di Solar il 23 aprile 2020, che entra nella classifica di Billboard World Digital Song Sales chart al dodicesimo posto, le Mamamoo diventano il secondo gruppo nella storia del k-pop ad avere tutti i membri (come soliste) presenti nella classifica mondiale delle vendite digitali Billboard.

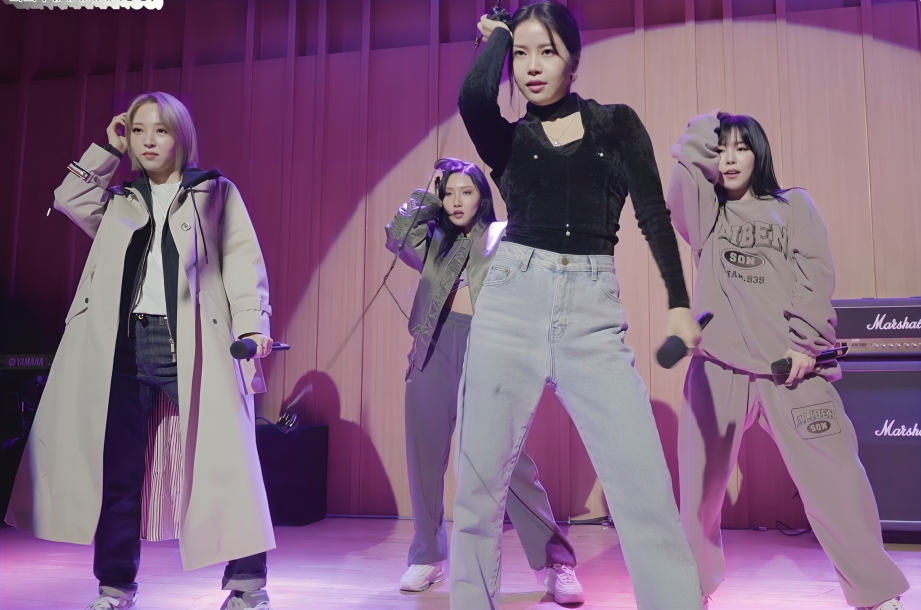
Le Mamamoo nel novembre 2020

Il 10 settembre le Mamamoo hanno pubblicato un singolo promozionale, Wanna Be Myself. Il video musicale "nostalgico" e "minimalista" è stato pubblicato insieme alla canzone stessa e ha ottenuto 3,8 milioni di visualizzazioni nelle prime 24 ore dalla sua uscita. Il singolo ha raggiunto la posizione numero 93 nella Gaon Digital Chart e la posizione numero 11 nella Billboard World Digital Songs Sales chart.
Nell'ottobre 2020, le Mamamoo hanno annunciato il loro decimo EP, la cui uscita è prevista per novembre. Dingga, il primo singolo estratto dall'EP, è stato pubblicato in anteprima il 20 ottobre, prima dell'uscita dell'album. La canzone pop influenzata dalla disco, caratterizzata da temi di isolamento e desiderio durante la pandemia di COVID-19, è stata descritta da Teen Vogue come una traccia dance "divertente e rilassante" accompagnata da un "video musicale sorprendente e di ispirazione retrò". Guidata da una "semplice linea melodica e vibrazioni funky", il singolo ha raggiunto la top ten nelle classifiche della Corea del Sud e nella classifica Billboard World Digital Songs Sales, ed è inoltre entrato nelle classifiche di  Singapore e Giappone. L'EP completo, intitolato Travel, e il suo secondo singolo, Aya, sono stati pubblicati il 3 novembre. Travel ricevette accoglimenti contrastanti per la sua mancanza di coesione, e raggiunse il secondo posto nella Gaon Album Chart. L'EP ha battuto i record di vendita personali del gruppo, vendendo circa 100.000 copie nel suo primo giorno e oltre 128.000 copie nella sua prima settimana, e ha inoltre raggiunto la vetta delle classifiche ITunes in 29 paesi. Descritto come un "capovolgimento di 180 gradi" rispetto allo stile retro-pop di Dingga, Aya è stato definito dai critici come "affascinante" e "accattivante" e ha raggiunto la top 40 della Gaon Digital Chart.

### 2021-presente: rinnovo contrattuale, Mamamoo+, primo tour mondiale e decimo anniversario
Il 22 gennaio 2021, RBW ha annunciato che Solar e Moonbyul avevano rinnovato i contratti con la loro agenzia, mentre Wheein e Hwasa stavano ancora discutendo sui rinnovi contrattuali. Il 30 marzo, Hwasa ha ufficialmente rinnovato il suo contratto con RBW, mentre quello di Wheein era ancora in fase di discussione. In seguito, la stessa RBW ha confermato che le Mamamoo sarebbero rimaste unite. Il 1º maggio, le Mamamoo hanno tenuto un concerto virtuale mondiale sulla piattaforma di streaming live LIVENow, diventando il primo gruppo musicale sudcoreano a tenere un concerto sulla piattaforma.
Il loro undicesimo EP, WAW, è uscito il 2 giugno, insieme al singolo principale Where Are We Now. Secondo la classifica Hanteo, WAW ha raggiunto il primo posto nelle classifiche degli album di ITunes in 21 paesi in tutto il mondo e ha venduto oltre 40.000 copie nel suo primo giorno di uscita. L'11 giugno, RBW ha annunciato che Wheein avrebbe lasciato l'azienda, avendo scelto di non rinnovare il suo contratto da solista. Tuttavia, ha firmato una seconda estensione contrattuale per rimanere come membro delle Mamamoo almeno fino a dicembre 2023. Pertanto, RBW rimane responsabile delle sue attività nel gruppo, ma non è più coinvolta nelle sue attività da solista. Il 31 agosto è stato rivelato che Wheein ha firmato un contratto da solista esclusivo con l'agenzia THEL1VE. Il 15 settembre è uscito un album compilation intitolato I Say Mamamoo: The Best, insieme al singolo principale Mumumumuch.

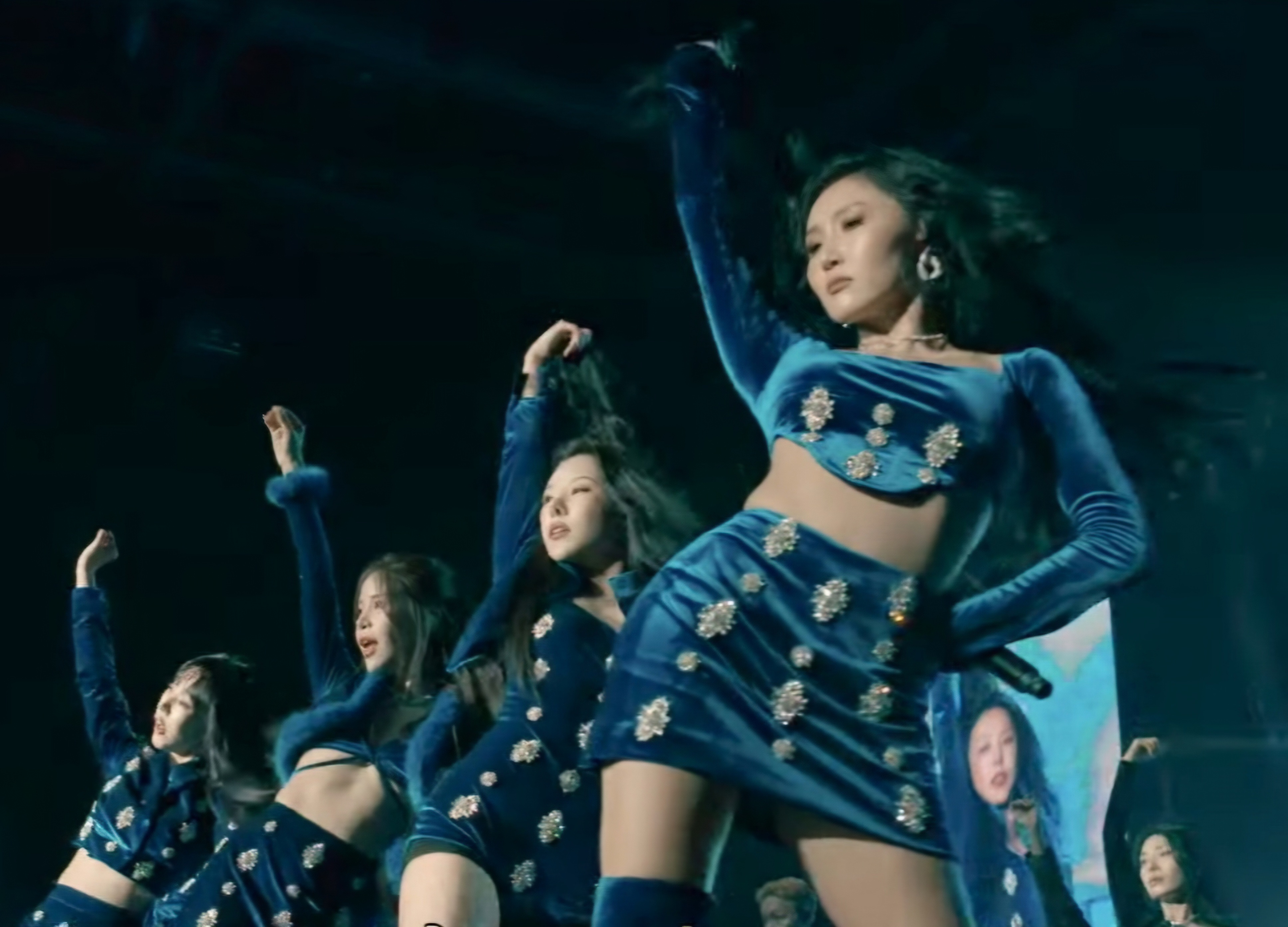
Le Mamamoo durante il My Con World Tour nel 2023

Il 23 marzo 2022, le Mamamoo hanno pubblicato l'edizione giapponese di The Best. Nell'agosto 2022 è stato annunciato che i membri Solar e Moonbyul avrebbero formato la prima sottounità ufficiale del gruppo, le Mamamoo+, con l'uscita dell'album prevista per la fine del mese. Il singolo di debutto del duo, Better, con la partecipazione del rapper Big Naughty, è stato pubblicato come previsto il 30 agosto. Dopo sei mesi, nel marzo 2023, il duo ha pubblicato il single album Act 1, Scene 1, che include i brani GGBB e LLL, e il 21 marzo pubblicarono Chico Malo, che mescola rap e strumenti tradizionali coreani come il gayageum.
Le Mamamoo hanno pubblicato il suo dodicesimo EP intitolato Mic On e il singolo principale Illella l'11 ottobre 2022. Il gruppo ha intrapreso il suo primo tour mondiale, intitolato My Con, a partire dal 18 novembre 2022 con tre spettacoli a Seul. A questo è seguita la tappa asiatica del tour con spettacoli a Chiba, Hong Kong, Taipei, Bangkok, Giacarta, Singapore, Kuala Lumpur e Manila. La loro tappa negli Stati Uniti è iniziata il 16 maggio 2023 con concerti a New York, Baltimora, Atlanta, Nashville, Fort Worth, Chicago, Glendale, Oakland e Los Angeles. Dal 16 al 18 giugno hanno tenuto concerti bis a Seul per concludere il tour. Nell'estate 2023, durante un concerto di Psy, Hwasa arriva sul palco e annuncia la sua entrata nell'agenzia di quest'ultimo, la P Nation, firmando il contratto davanti a tutti i presenti. È ufficialmente il secondo membro a lasciare la RBW.
Dal 25 febbraio 2024, il gruppo non è più elencato nell'elenco degli artisti di RBW sul loro sito web coreano, nonostante sia presente in un banner nella parte superiore della pagina web, ma è ancora presente sul sito giapponese dell'etichetta. Il 26 giugno 2024, le Mamamoo hanno caricato un video speciale intitolato "10th Anniversary 'Mama No Plan'" (10주년 맞이 '마마無계획') sul loro canale YouTube per celebrare il loro decimo anniversario di debutto come gruppo.

## Formazione
- Solar (솔라) – leader, voce (2014–presente)
- Moonbyul (문별) – rapping, voce (2014–presente)
- Wheein (휘인) - voce (2014-presente)
- Hwasa (화사) – rapping, voce (2014–presente)

### Sottogruppi
- Mamamoo+ (Solar e Moonbyul)

## Discografia

### Album in studio

#### In lingua coreana
- 2016 – Melting
- 2019 – Reality in Black

#### In lingua giapponese
- 2019 – 4colors

### Raccolte
- 2021 – I Say Mamamoo: The Best

### EP
- 2014 – Hello
- 2014 – Piano Man
- 2015 – Pink Funky
- 2016 – Memory
- 2017 – Purple
- 2018 – Yellow Flower
- 2018 – Red Moon
- 2018 – Blue;s
- 2019 – White Wind
- 2020 – Travel
- 2021 – WAW
- 2022 – Mic On

### Singoli
- 2014 – Mr. Ambiguous
- 2014 – Piano Man
- 2015 – Um Oh Ah Yeh
- 2016 – I Miss You
- 2016 – Taller Than You
- 2016 – You're The Best
- 2016 – New York
- 2016 – Décalcomanie
- 2017 – Yes I Am
- 2018 – Paint Me
- 2018 – Starry Night
- 2018 – Rainy Reason
- 2018 – Egotistic
- 2018 – Wind Flower
- 2019 – Gogobebe
- 2019 – Hip
- 2020 – Dingga
- 2020 – Aya
- 2021 – Where Are We Now
- 2021 – mumumuch
- 2022 – Illela